# Municipio de Pleasant (Illinois)
El municipio de Pleasant (en inglés: Pleasant Township) es un municipio ubicado en el condado de Fulton en el estado estadounidense de Illinois. En el año 2010 tenía una población de 744 habitantes y una densidad poblacional de 7,72 personas por km².

## Geografía
Según la Oficina del Censo de los Estados Unidos, el municipio tiene una superficie total de 96.36 km², de la cual 96,31 km² corresponden a tierra firme y (0,04 %) 0,04 km² es agua.

## Demografía
Según el censo de 2010, había 744 personas residiendo en el municipio de Pleasant. La densidad de población era de 7,72 hab./km². De los 744 habitantes, el municipio de Pleasant estaba compuesto por el 98,79 % blancos, el 0,13 % eran afroamericanos, el 0,27 % eran asiáticos, el 0,13 % eran de otras razas y el 0,67 % eran de una mezcla de razas. Del total de la población el 1,08 % eran hispanos o latinos de cualquier raza.